# The Bar (programa de televisión)
El bar (del inglés The Bar) es un programa de telerrealidad donde 12 personas entran a convivir en una casa, imitando al éxito estrenado el año anterior, Big Brother, y trabajan en un bar, donde las ganancias son para ellos. Cada semana en las votaciones del +/- se elige al primer nominado, que será aquel que reciba el mayor número de votos negativos y aquel que reciba el mayor número de votos positivos, será el encargado de elegir al segundo nominado de la semana. Luego, como siempre, el público es quien decide quien debe salir o quedarse en el bar.

## Nominaciones y expulsiones
En las nominaciones cada concursante deberá nominar a dos personas, pero en diferente sentido, es decir, a uno se le dará un voto negativo y al otro uno positivo. Negativos para los que los concursantes decidan que sea el idóneo para ser expulsado y los positivos será en cara al concursante que se considere más popular. El que más votos negativos reciba será nominado automáticamente para expulsión, en cambio el que más votos positivos reciba será el encargado de nombrar a otro concursante para que sea el segundo nominado. En definitiva, siempre habrá dos nominados (salvo excepción de la producción del programa que desee alterar las reglas), y el público será el encargado mediante llamadas telefónicas de elegir al expulsado.
En caso de que haya dos o más concursantes empatados con el mismo número de votos positivos, se desempatará eliminando al que más votos negativos reciba, en caso de que sigan empatados será el público quien decida quién debe ser el "favorito". Cuando el empate se conciba en los votos negativos, será el "favorito" el que decida quién es el nominado.
En la final siempre (salvo excepción de la producción del programa que desee alterar las reglas), serán dos los concursantes que lleguen a la final, y como siempre el público, será el encargado mediante llamadas telefónicas de elegir al ganador.

## The Bar en el mundo
- Última Actualización: 8 de abril de 2024.

| País            | Nombre Local | Canal de TV                                     | Ganadores | Presentadores                                                          |
| --------------- | --- | ----------------------------------------------- | --- | ---------------------------------------------------------------------- |
| Argentina       | El Bar TV Web Oficial (No Activa) | América TV                                      | 1.ª Edición, 2001: Federico Blanco 2.ª Edición, 2001: Diego Plotino                                                                                                | Andy Kusnetzoff (1.ª-2.ª)                                              |
| Camboya         | CTN Coffee Shop | CTN                                             | 1.ª Edición, 2006: Lida Siv |                                                                        |
| Croacia         | Bar Web Oficial (No Activa) | Nova TV                                         | 1.ª Edición, 2005: Damir Milanović | Marin Ivanović, "Stoka" (1.ª)                                          |
| Dinamarca       | Baren Web Oficial (No Activa) Archivado el 29 de marzo de 2002 en Wayback Machine.                                                    | TV3                                             | 1.ª Edición, 2001: Erkan Kilic 2.ª Edición, 2002: Noel Johansen | Mikkel Beha Erichsen (1.ª) Alex Nyborg Madsen (2.ª)                    |
| Eslovenia       | Bar Web Oficial en POP (No Activa) Web Oficial en Planet TV Archivado el 6 de mayo de 2021 en Wayback Machine.                        | POP TV (1.ª-2.ª) Planet TV (3.ª-4.ª)            | 1.ª Edición, 2005: Andrej Lavrič 2.ª Edición, 2006: Emil Širić 3.ª Edición, 2015: Črt Banko 4.ª Edición, 2018-2019: Sandi Jug                                      | Sebastjan Kepic (1.ª-3.ª) Jasna Kuljaj (4.ª) Domen Kumer (4.ª)         |
| Estonia         | Baar Web Oficial (No Activa) | Kanal 2                                         | 1.ª Edición, 2004: Annika Kiidron 2.ª Edición, 2005: Alari Arnover                                                                                                 | Üllar Saaremäe (1.ª-2.ª)                                               |
| Finlandia       | Baar Web Oficial (No Activa) | SubTV                                           | 1.ª Edición, 2006: Frank Tammin | Kirsi Salo (1.ª - 1.ª-7.ª Semana) Silvia Modig (1.ª - 8.ª-12.ª Semana) |
| Georgia         | ბარი Web Oficial (No Activa) Archivado el 13 de octubre de 2007 en Wayback Machine.                                                   | Rustavi 2                                       | 1.ª Edición, 2005: Beso Sarjveladze 2.ª Edición, 2006: Dato Geladze, "Chele" 3.ª Edición, 2006: Irakli Markhulia 4.ª Edición, 2007: Dea Adamia                     | Nino Khoshtaria (1.ª-4.ª)                                              |
| Grecia          | Bar Web Oficial (No Activa) | Mega Channel                                    | 1.ª Edición, 2002: Andreas Paraskakis | Miltos Makridis (1.ª-2.ª)                                              |
| Grecia          | Party Web Oficial (No Activa) | Mega Channel                                    | 2.ª Edición, 2003: Maria Tsolaki, "Lara" | Miltos Makridis (1.ª-2.ª)                                              |
| Holanda         | The Bar Web Oficial (No Activa) | Yorin                                           | 1.ª Edición, 2002: Camiel Vlasman | Matthias Scholten (1.ª)                                                |
| Hungría         | Bár Web Oficial (No Activa) Archivado el 23 de marzo de 2009 en Wayback Machine.                                                      | Viasat 3                                        | 1.ª Edición, 2001: Tiger 2.ª Edición, 2008: Dániel Izer Zoltán, "Duda"                                                                                             | Péter Novák (1.ª) Péter Majoros (2.ª) Lia Kustánczi (2.ª)              |
| Letonia         | Bārs Web Oficial (No Activa) | TV3                                             | 1.ª Edición, 2003: Uldis Jēkabsons | Viesturs Buivids (1.ª)                                                 |
| Lituania        | Baras Web Oficial (No Activa) | LNK                                             | 1.ª Edición, 2003: Laimis 2.ª Edición, 2004: Andrius 3.ª Edición (All-Stars), 2005: Skaistė Būtytei                                                                | Haroldas Mackevičius (1.ª-3.ª)                                         |
| Lituania        | 2 Barai Web Oficial | TV3                                             | 1.ª Edición, 2016: Julius Mocka 2.ª Edición, 2017: Kristupas | Justinas Jankevičius (1.ª-2.ª) Vaida Skaisgirė (1.ª-2.ª)               |
| México          | El Bar Provoca Web Oficial (No Activa) Archivado el 13 de enero de 2012 en Wayback Machine.                                           | Canal de las Estrellas Canal 5 SKY México (24H) | 1.ª Edición, 2006: José Luis Hernández García, "Piter Punk" | Roberto Palazuelos (1.ª) Roxana Castellanos (1.ª)                      |
| Noruega         | Baren Web Oficial (No Activa) (enlace roto disponible en Internet Archive; véase el historial, la primera versión y la última).       | TV3                                             | 1.ª Edición, 2000: Jamila Brodin 2.ª Edición, 2001: Bjørn Sjulstokx                                                                                                | Anders Høglund (1.ª-2.ª)                                               |
| Polonia         | Bar Web Oficial (No Activa) | Polsat                                          | 1.ª Edición, 2002: Adrian Urban 2.ª Edición, 2002: Eric Alira 3.ª Edición, 2003: Maciej Kiślewski                                                                  | Krzysztof Ibisz (1.ª-6.ª)                                              |
| Polonia         | Bar: Złoto dla Zuchwałych (Formato con Anónimos & Reality All-Stars)                                                                  | Polsat                                          | 4.ª edición, 2004: Mirka Eichler | Krzysztof Ibisz (1.ª-6.ª)                                              |
| Polonia         | Bar: Vip (Formato con Anónimos & Famosos)                                                                                             | Polsat                                          | 5.ª edición, 2005: Ewelina Ciura | Krzysztof Ibisz (1.ª-6.ª)                                              |
| Polonia         | Bar: Europa (Formato con Polacos & Europeos)                                                                                          | Polsat                                          | 6.ª edición, 2006: Thomas Amos | Krzysztof Ibisz (1.ª-6.ª)                                              |
| Portugal        | O Bar da TV Web Oficial (No Activa) (enlace roto disponible en Internet Archive; véase el historial, la primera versión y la última). | SIC                                             | 1.ª Edición, 2001: Hoji Fortuna | Jorge Gabriel (1.ª)                                                    |
| República Checa | Bar Web Oficial (No Activa) | TV Prima                                        | 1.ª Edición, 2006: Marcela Baldas | Libor Bouček (1.ª) Laďka Něrgešová (1.ª)                               |
| Serbia          | Bar Web Oficial | Kurir TV                                        | 1.ª Edición, 2021-2022: Davor Darmanović | Jelena Nikolić (1.ª)                                                   |
| Suecia          | Baren Web Oficial (No Activa) Archivado el 28 de noviembre de 2001 en Wayback Machine.                                                | TV3                                             | 1.ª Edición, 2000: Jocke Ekberg 2.ª Edición, 2001: Dick Lundberg 3.ª Edición, 2002: Tommy Öhver 4.ª Edición, 2003: Mathias Edlund 5.ª Edición, 2004: Daniel Hansen | Robert Aschberg (1.ª-5.ª)                                              |
| Suecia          | Bar: Pop Up (Formato Reality All-Stars) Web Oficial                                                                                   | TV 12                                           | 1.ª Edición, 2015: Ellinor Bjurström | Paolo Roberto (1.ª)                                                    |
| Suiza           | Die Bar Web Oficial (No Activa) | TV3                                             | 1.ª Edición, 2001: Caroline | Yves Schifferle (1.ª)                                                  |

- Nota: Las webs no activas podrás visualizarlas a través de la web de Wayback Machine.

     País que actualmente está emitiendo The Bar.
     País que planea emitir una nueva edición de The Bar.
     País que está negociando con la productora emitir una nueva edición de The Bar, aunque no sea oficial aún de que se llegue a emitir.
     País que no planea emitir una nueva edición de The Bar.

## Estadísticas & Novedades en The Bar

### Estadísticas
- Ganadores: 39 (30 hombres, 8 mujeres y 1 desconocido).
- Total de ediciones emitidas hasta la fecha: 39.
- País con más ediciones: Polonia, 6 ediciones.
- País con más días de emisión: Polonia, 565 días.
- País con menos días de emisión: República Checa, 56 días.
- Mayor número de ediciones en el aire al mismo tiempo: 5 (25 - 27 de abril de 2001).
- País con el período más corto entre dos ediciones: 42 días (entre Baren 2 y Baren 3 Suecia).
- País con el periodo más largo entre dos ediciones: 407 días(1 año, 1 mes y 12 días) entre Baras 1 & 2 Lituania.
- Primer ganador: Jocke Ekberg (Baren 1 Suecia, julio de 2000).
- Primera ganadora: Jamila Brodin (Baren 1 Noruega, 8 de diciembre de 2000).
- País con mayor número de concursantes: Polonia, 146 concursantes.
- País con menor número de concursantes: Hungría, 11 concursantes.

### Novedades

#### 2000
- Primer The Bar: Suecia.
- Primer ganador: Jocke Ekberg (Baren 1 Suecia).
- Menor número de concursantes en una edición: 10 (Baren 1 Suecia).
- Primer The Bar 2: Suecia.
- Edición con más días de emisión: Baren 2 Suecia, 117 días.
- Primera ganadora femenina: Jamila Brodin (Baren 1 Noruega).

#### 2001
- Primer The Bar en América: Argentina.
- Primer The Bar 3: Suecia.
- Primer The Bar 4: Suecia.
- Mayor número de países en estrenar el formato: 5 (Argentina, Dinamarca, Hungría, Portugal & Suiza).

#### 2002
- Primer The Bar 5: Suecia.

#### 2003
- Primer país en no utilizar el nombre The Bar al concurso: Party (The Bar 2) Grecia.

#### 2004
- Primer The Bar con concursantes de otros reality: Bar 4 Polonia.
- Mayor número de concursantes en una edición: 37, Bar 4 Polonia.
- Primer The Bar con concursantes famosos: Bar 5 Polonia.

#### 2005
- Primer The Bar 6: Polonia.
- Primer The Bar con concursantes de otros países: Bar 6 Polonia.

#### 2006
- Primera edición en Asia: Camboya.

## Formatos "Copia" de The Bar
Estos formatos que estarán en este apartado, solo serán formatos donde viven en una casa encerrados (Nota: no serán puestos aquí los formatos que mezclen el encierro con academias artísticas, granjas, hoteles, etc. Solo en casas) y deban administrar un bar, solo estarán aquellos que se parezcan lo más posible con The Bar:
- Bar Wars: Edición muy similar al formato de Strix. Éste es producido por Endemol, en el que dos grupos (uno de chicos y otro de chicas) pelearán por conseguir la mayor cantidad de propinas y ganar el concurso. El programa no tuvo éxito en ningún país en el que fue emitido: Chile (Guerra de Bares), Italia (Bar Wars), Reino Unido (Bar Wars) & Uruguay (Playa Bar TV).

- Gran Hermano Argentina fue la misma edición que le copia a GH Argentina 2001, durante la primera edición y segunda edición en el Canal Telefe, hacia competencia entre Gran Hermano 2001 Argentina.